# Café du Croissant
Le Café du Croissant est un bistrot et café situé dans le 2e arrondissement de Paris, célèbre pour avoir été le théâtre de l'assassinat de Jean Jaurès par Raoul Villain le 31 juillet 1914. Au cours de son histoire, il changea plusieurs fois de nom : Chope du Croissant, Taverne du Croissant et actuellement Bistrot du Croissant.

## Localisation
Le Café du Croissant est situé à l'angle de la rue Montmartre (au no 146) et de la rue du Croissant (au no 22), dans le quartier du Mail, dans le 2e arrondissement de Paris. Au XIXe siècle il se trouvait au cœur de la République du Croissant, quartier de la presse à Paris.

## Histoire
Le Café du Croissant est fondé au XIXe siècle, en 1820 d'après l'inscription qui se trouvait auparavant sur son auvent.

### Commune de Paris
Dans les jours qui précédent la Commune de Paris, début mars 1871, Eugène Vermersch, Alphonse Humbert et Maxime Vuillaume souhaitent ressusciter Le Père Duchesne, un journal de la Révolution. Ils rencontrent au Café du Croissant leurs commanditaires, Rodolphe Simon et Aubouin, et y signent le contrat par lequel ils s'associent pour créer Le Père Duchêne.
L'épisode est relaté par Vuillaume dans ses Cahiers rouges,.

### Assassinat de Jaurès

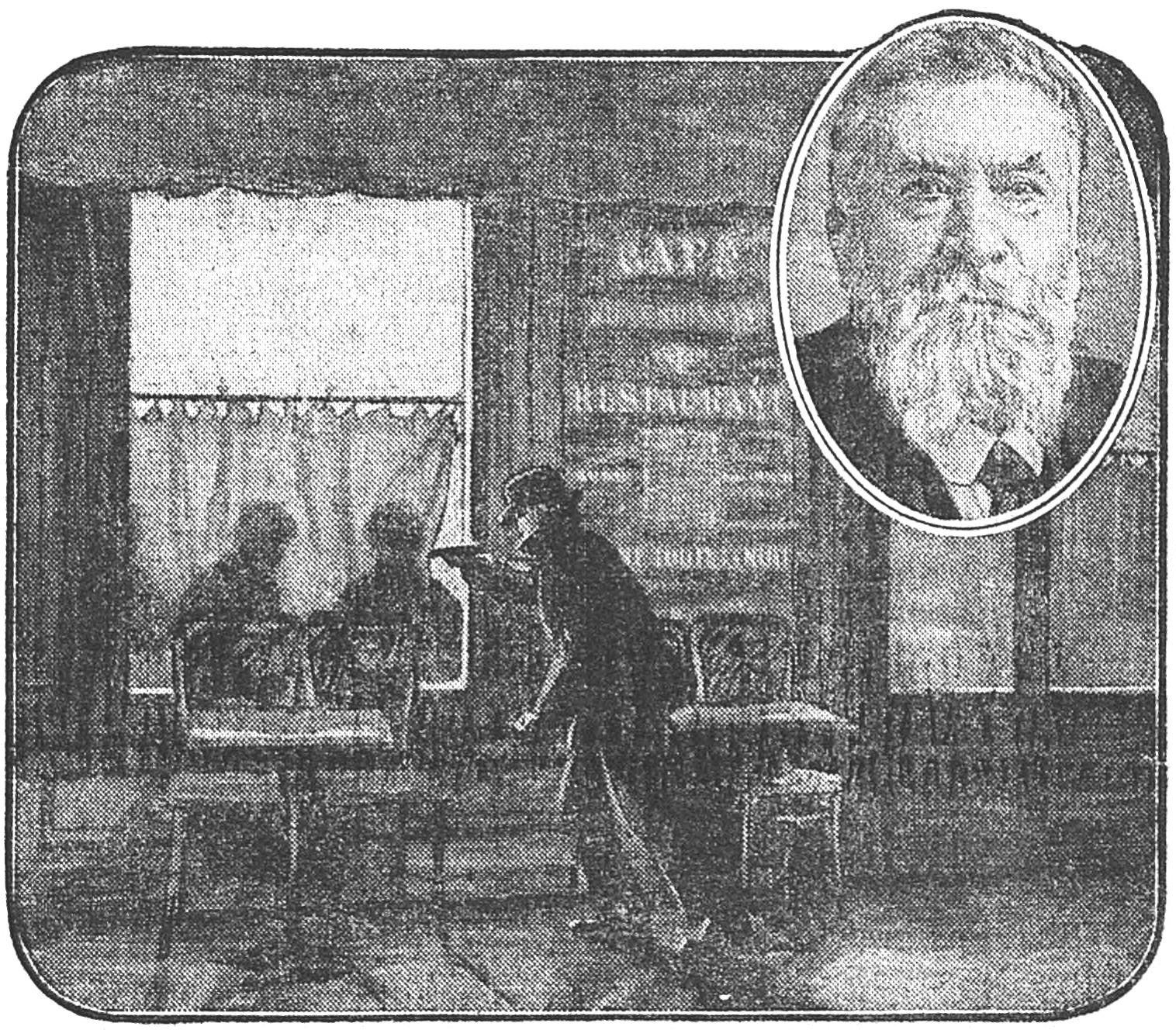
Reconstitution de l'assassinat de Jaurès, publiée dans Le Matin en 1919, lors du procès de Villain.

Le 31 juillet 1914, Jean Jaurès y est assassiné par Raoul Villain pour s'être opposé à la Première Guerre mondiale.
L'année suivante, Léon Trotski, alors correspondant à Paris du Kievskaja Mysl (ru), un journal de Kiev, visite le café et en fait la description suivante dans le numéro du 17 juillet 1915,,,, :

« J'ai visité en été 1915 le café, désormais célèbre, du Croissant, situé à deux pas de L'Humanité. C'est un café parisien typique : plancher sale avec de la sciure de bois, banquettes de cuir, chaises usées, tables de marbre, plafond bas, vins et plats spéciaux, en un mot ce que l'on ne rencontre qu'à Paris. On m'a indiqué un petit canapé près de la fenêtre : c'est là qu'a été tué d'un coup de revolver le plus génial des fils de la France actuelle. »

### Changements de noms
Le café devient ensuite la Chope du Croissant.
Le café est rénové en août 2011 et rebaptisé Taverne du Croissant,.
Il change de propriétaire en 2019 et devient le Bistrot du Croissant.

## Postérité de l'assassinat de Jaurès

### Table
Le 20 février 1938,, ou le 7 octobre 1937, le propriétaire du café, Albert Wiedmer, fait don à Gaston Chardin, maire de Champigny-sur-Marne, de la plaque en marbre recouvrant la table sur laquelle Jaurès a été assassiné. Ce don fait suite à la demande de la famille d'Albert Thomas, mort en 1932, ancien maire de Champigny et proche de Jaurès. Elle est classée monument historique au titre objet le 3 octobre 1988.
La plaque en marbre repose désormais sur un cénotaphe en bois, orné d'une sculpture en bronze représentant Jaurès de profil, entre deux pages extraites du livre d'or de la ville. L'ensemble est exposé sur l'escalier d'honneur de l'hôtel de ville de Champigny. Il fait partie des œuvres d'une exposition organisée par les Archives nationales et la Fondation Jean-Jaurès en 2014 pour le centenaire de l'assassinat de Jaurès,.
Le cénotaphe a également été présenté dans le cadre de l'exposition itinérante « Le Chemin des Drames » organisée en 2014 par l'association « 7 à voir ».
Les serveurs du café continuent cependant à faire croire aux clients que la table est restée sur place, avec une tache sombre sur le bois clair qui serait le sang de Jaurès.

### Autres objets

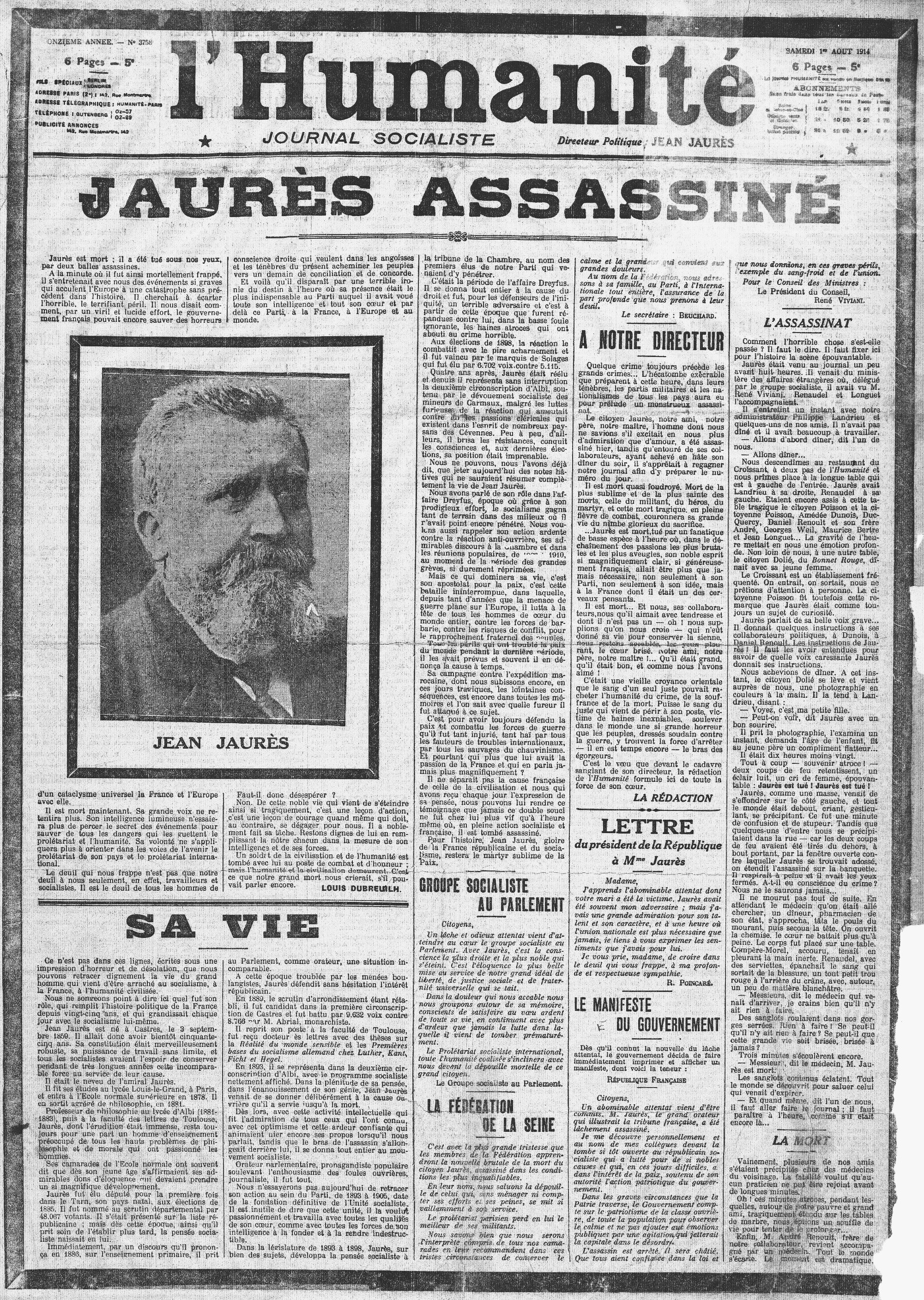
La célèbre une de L'Humanité du 1er août 1914 est exposée en vitrine au Café du Croissant.

Le souvenir de Jaurès reste évoqué de différentes manières dans le café. Sur la façade, une plaque commémorative est apposée en 1923 par la Ligue des droits de l'homme. Au sol, une mosaïque rouge et or dessine la date de sa mort à l'endroit où il est tombé. Enfin, dans une vitrine figurent notamment un morceau de sa chaise, le chapeau qu'il portait incrusté d'une balle, et les unes des 31 juillet et 1er août 1914 de L'Humanité.

### Anniversaires
Un rassemblement a lieu devant le Café du Croissant le soir du 29 juillet 1934, pour le 20e anniversaire de l'assassinat de Jaurès, après un autre rassemblement le matin au Panthéon. Dans un contexte où la gauche s'unit et organise des manifestations antifascistes après les émeutes d'extrême droite du 6 février 1934, c'est la première fois depuis 1921 que les forces de la gauche commémorent ensemble cet événement. Le gouvernement tolère ce rassemblement mais sans cortège depuis le Panthéon, et n'autorise que des délégations devant le café pour le 31 juillet.
Un rassemblement est organisé devant le Café du Croissant le 30 juillet 1964, pour le 50e anniversaire de l'assassinat. Un portrait géant de Jaurès est installé devant une estrade, où un discours est prononcé par Étienne Fajon, directeur de L'Humanité. 
Le 31 juillet 1984, le président de la République, François Mitterrand, se recueille au Café du Croissant pour le 70e anniversaire de l'assassinat. À la radio, il raconte qu'en 1934, à peine arrivé à Paris pour entrer à l'université, il s'était précipité au Café du Croissant pour rendre hommage à Jaurès,.
En 2014, pour le centenaire de l'assassinat, l'établissement propose un menu spécial pour le dîner. Plusieurs personnalités de la gauche française se rendent au café le 31 juillet 2014, notamment François Hollande, président de la République, accompagné de Sigmar Gabriel, vice-chancelier allemand, ou encore Patrick Le Hyaric, directeur de L'Humanité, Jean-Christophe Cambadélis, premier secrétaire du Parti socialiste, ou Anne Hidalgo, maire de Paris.

## Galerie

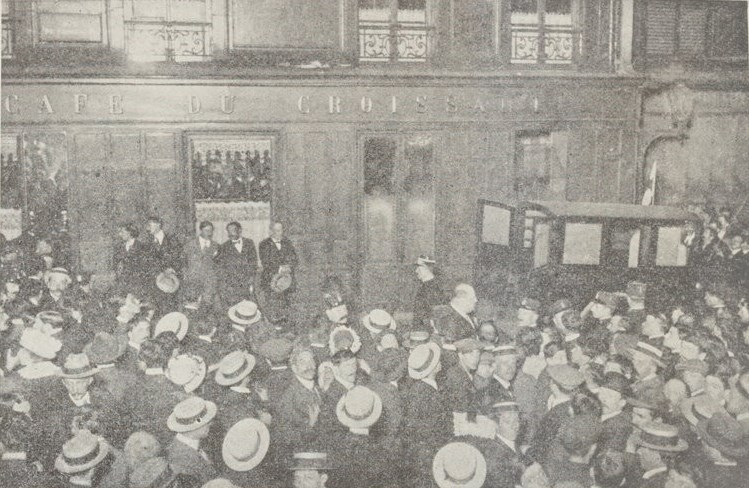
Photographie de l'assassinat de Jaurès au Café du Croissant. La voiture d'ambulance va transporter la victime.
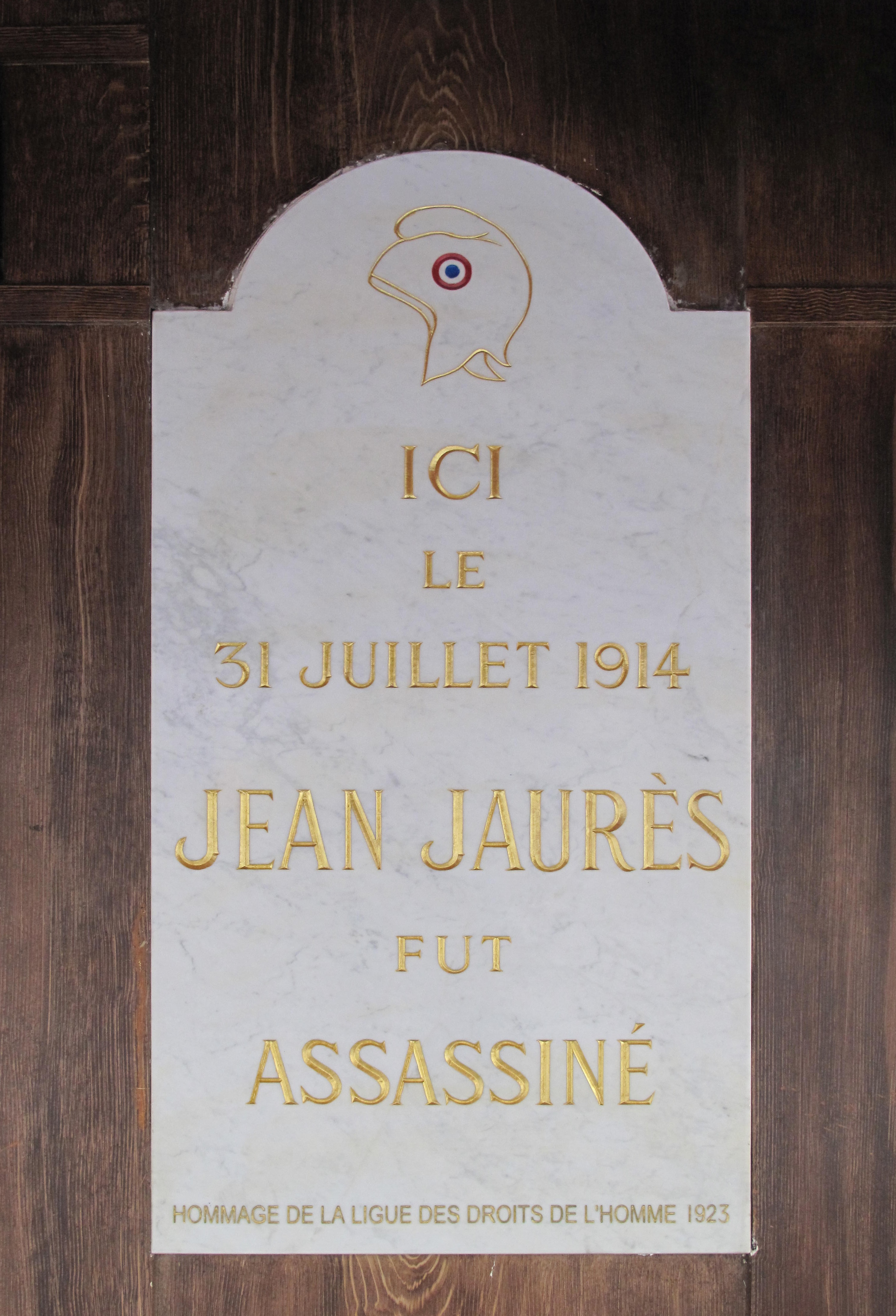
Plaque commémorative de l'assassinat, apposée en 1923 par la Ligue des droits de l'homme.
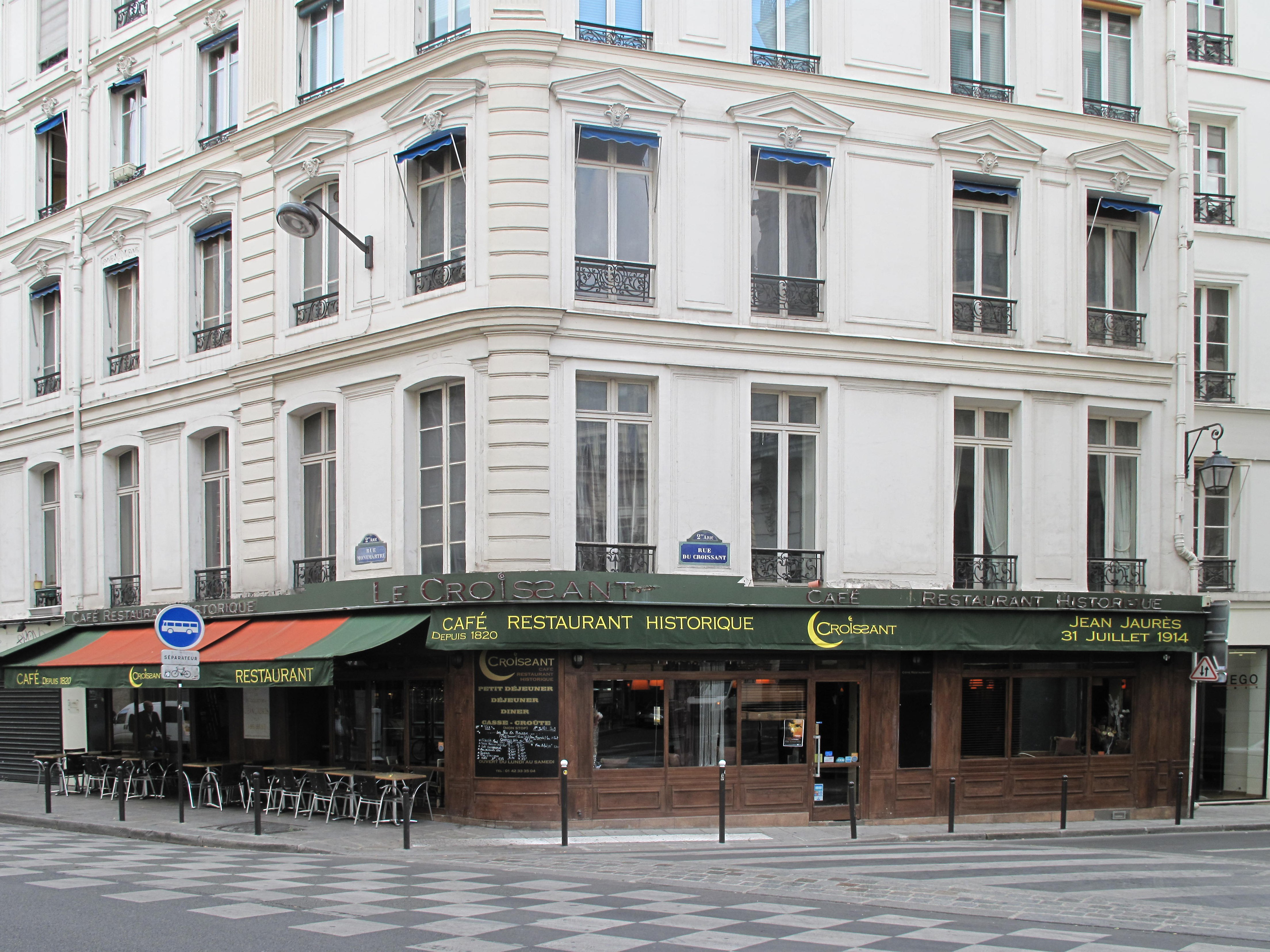
Le Café du Croissant en 2009.
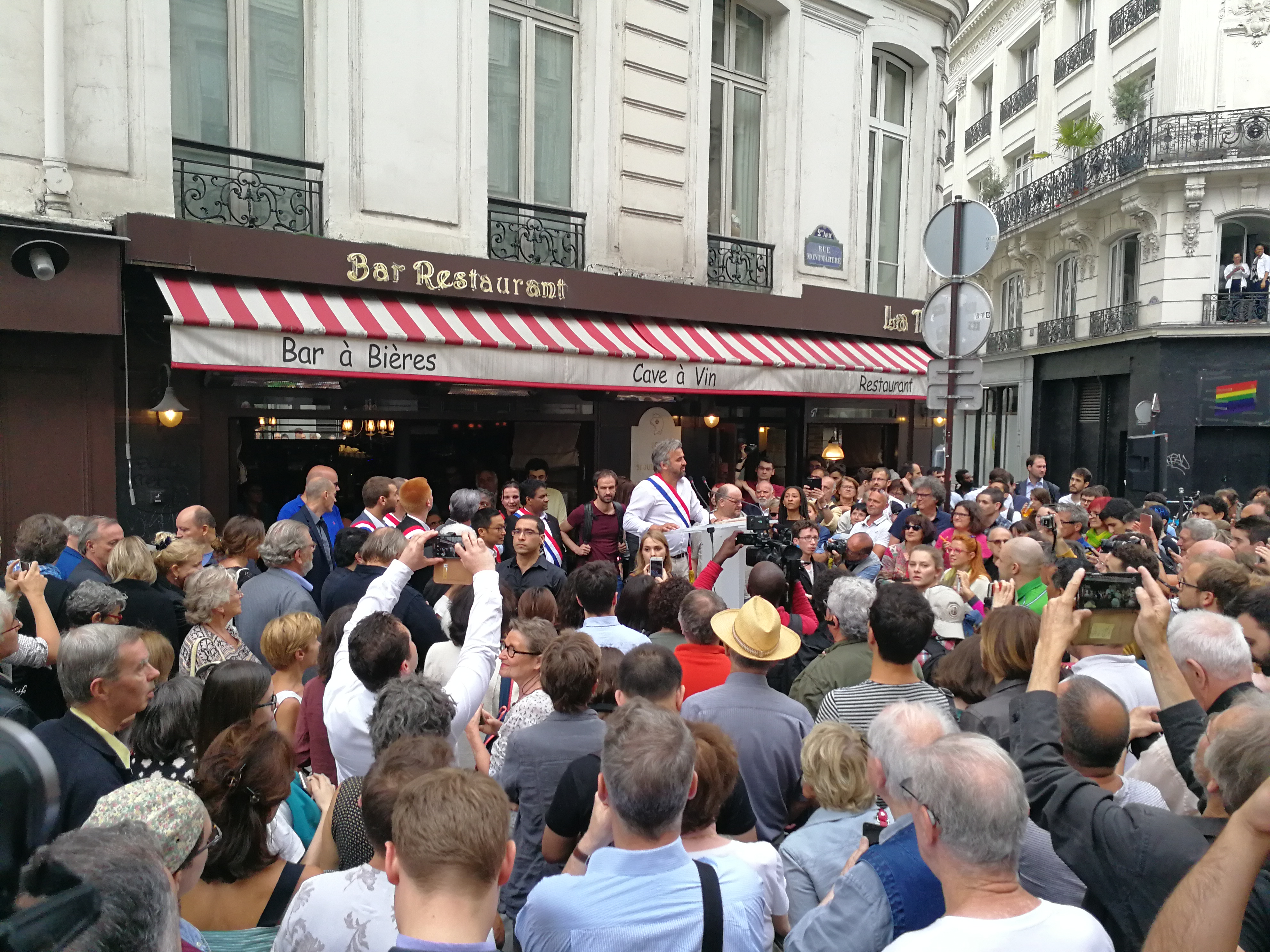
Hommage du Groupe France Insoumise à l'Assemblée nationale à Jean Jaurès, en 2017, 103 ans après son assassinat.
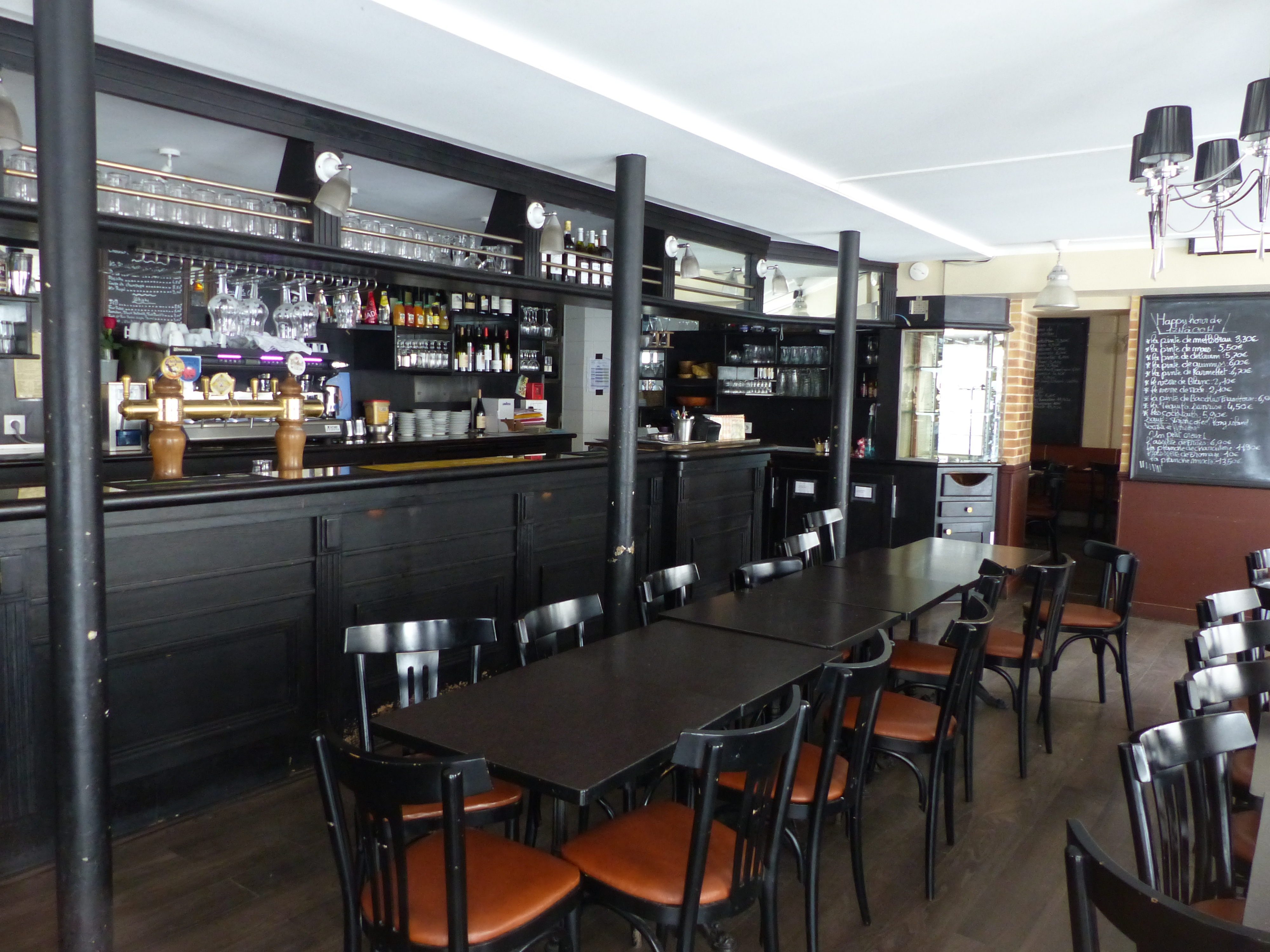
Intérieur de l'établissement.